# Heinz Schewe
Heinz Schewe (* 14. Januar 1921 in Holthausen; † 26. März 2009 in Wien) war ein deutscher Journalist.

## Leben
Heinz Schewe machte 1939 Abitur am Gymnasium Johann-Conrad-Schlaun in Münster. Nach dem Reichsarbeitsdienst wurde er Soldat und Bordfunker in einem Flugzeug Typ Junkers Ju 88. Nach dem Krieg absolvierte er ein Privatstudium in Hamburg und machte 1949 ein Dolmetscherdiplom für Englisch. Im gleichen Jahr wurde er von den britischen Behörden bei der damaligen „Besatzerzeitung“ Die Welt als Übersetzer eingestellt. 1950 wurde er Auslandskorrespondent der Zeitung in London, von 1958 bis 1967 in Moskau, 1967–1968 in Jerusalem, 1968 in Prag, 1968/69 wieder in Jerusalem, 1969–1971 in Tel Aviv und von 1971 bis 1986 in Wien.
Seine Versetzung nach Jerusalem erfolgte kurz vor dem Sechstagekrieg 1967. In Israel schrieb er jahrelang für die deutschsprachige Zeitung Israel-Nachrichten, als einer der ersten Auslandskorrespondenten erlernte er die Landessprache Ivrit. Für seine Reportagen aus Israel wurde Heinz Schewe 1968 der Theodor-Wolff-Preis verliehen.
Neben seiner Tätigkeit für die Zeit arbeitete er streckenweise auf für den NDR, den SR und das Österreichische Fernsehen.
Schewe ist auch Autor einer Reihe teils belletristischer Bücher.